# Los colonos de Catán
Los colonos de Catán (en alemán Die Siedler von Catan), Los descubridores de Catán, o simplemente Catán, es un juego de mesa de colocación de trabajadores multijugador inventado por Klaus Teuber. Es probablemente el primer juego de mesa de estilo alemán que ha alcanzado popularidad fuera de Europa, siendo traducido del alemán original a otros idiomas como checo, danés, esloveno, español, francés, griego, húngaro, rumano, inglés, italiano, japonés, noruego, portugués, ruso, hebreo, catalán, euskera y sueco.
El objetivo del juego es construir poblados, ciudades y caminos sobre un tablero que es distinto cada vez, mientras se van acumulando varios tipos de cartas. Todos estos elementos proporcionan distintas puntuaciones, ganando la partida el primer jugador que llega a los diez puntos. Existen varias expansiones del juego, que fue publicado originalmente en Alemania por la empresa Kosmos.
La popularidad del juego se debe, en parte, a que, mientras que su mecánica es relativamente simple, su dinámica es bastante compleja. Además, en un nivel recreativo, el juego tiene varias características que lo hacen apropiado para jugar en familia. Por ejemplo, no se elimina a nadie, y los jugadores que van por detrás del primero pueden intentar alcanzar ciertas metas que estén a su alcance, como construir una ciudad en un espacio determinado. En un nivel competitivo, el juego muestra el alcance del análisis adaptativo. A causa de su éxito, el juego ha sido recreado en forma de software instalable para distintas plataformas.
En otoño de 2010 se lanzó una nueva versión del juego (edición 2011) con todas sus expansiones también de la mano de Devir y llamada a partir de entonces simplemente "Catán" (en lugar de "Los Colonos de Catán"). Ésta incluye imágenes rediseñadas por Michael Menzel, cambiando todo el apartado gráfico del juego, mientras que las reglas permanecen con pocas novedades.
El creador alemán de juegos Klaus Teuber, fascinado desde niño por las historias de descubrimientos y de aventuras, comenzó a trabajar a principios de los años 90 en un juego que consiguiera transmitir esas emociones. Ideó en un principio un juego mucho más grande que el actual en el que ya estaban las ideas de crear el tablero mediante distintas partes que representaran el mar, las montañas y los bosques y que se crearan poblados con lo que producían las áreas circundantes y mediante el comercio. En estas primeras versiones, antes de llegar a la isla y conquistarla había que navegar por el mar y no todo el territorio era conocido desde el principio, sino que se iban poniendo nuevas fichas de territorio, es decir, se "descubría" este según avanzaba el juego, mediante el envío de exploradores, que además luchaban contra los de los otro jugadores. Esto hacía que el juego fuera excesivamente grande como para caber en una caja y además las partidas duraban demasiado tiempo.
Teuber decidió entonces dividir el juego en tres partes, cada una centrada en uno de los aspectos del juego original. La primera parte dio lugar a Los colonos de Catán, centrado en el desarrollo de la isla y el comercio. La segunda parte se convirtió en 1996 en Entdecker ("Descubridor"), sobre la colonización de la isla, y la tercera, Loenherz ("Dominio"), se desarrolla durante la lucha y el control de Catán.
En la actualidad existen numerosas variantes del juego, además de las expansiones, que deben jugarse con el juego original. Así, existen versiones en cartas, de viaje, en tres dimensiones o para dos personas. También existe un Catán Junior, para niños, y versiones ambientadas en el espacio (Sternenfahrer von Catan) o en distintos escenarios históricos: Die Siedler von Nurnberg ("Los descubridores de Núremberg"), Alexander der Gross & Cheops (Alejandro Magno y Keops), Troja & der Grosse Mauer (Troya y la Gran Muralla), Struggle for Rome ("La lucha por Roma"), The Settlers of the Stone Age ("Los colonos de la Edad de Piedra, The Settlers of Canaan ("Los colonos de Canaán)...
Rebecca Gablé escribió una novela sobre la colonización de la isla (Publicada en castellano por Editorial Almuzara en abril de 2014), en la que a su vez se inspiró Teuber para crear otros juegos, como Candamir-The first Settlers ("Candamir-Los primeros colonos") y Elasund-The first city of Catan ("Elasund-La primera ciudad de Catán"). El compositor Tobias Strauß compuso la obra Catan Project basada en el juego y grabada por el conjunto Pax Dei.
Desde su creación en 1995 Los descubridores de Catán se convirtió en todo un éxito. Según la página oficial del juego, en Alemania se han vendido más de tres millones de unidades del juego y diez millones de alemanes han jugado alguna vez al juego, del que hay versiones en dieciocho lenguajes y al que juegan regularmente quince millones de personas en el mundo.

## Componentes del Juego Básico

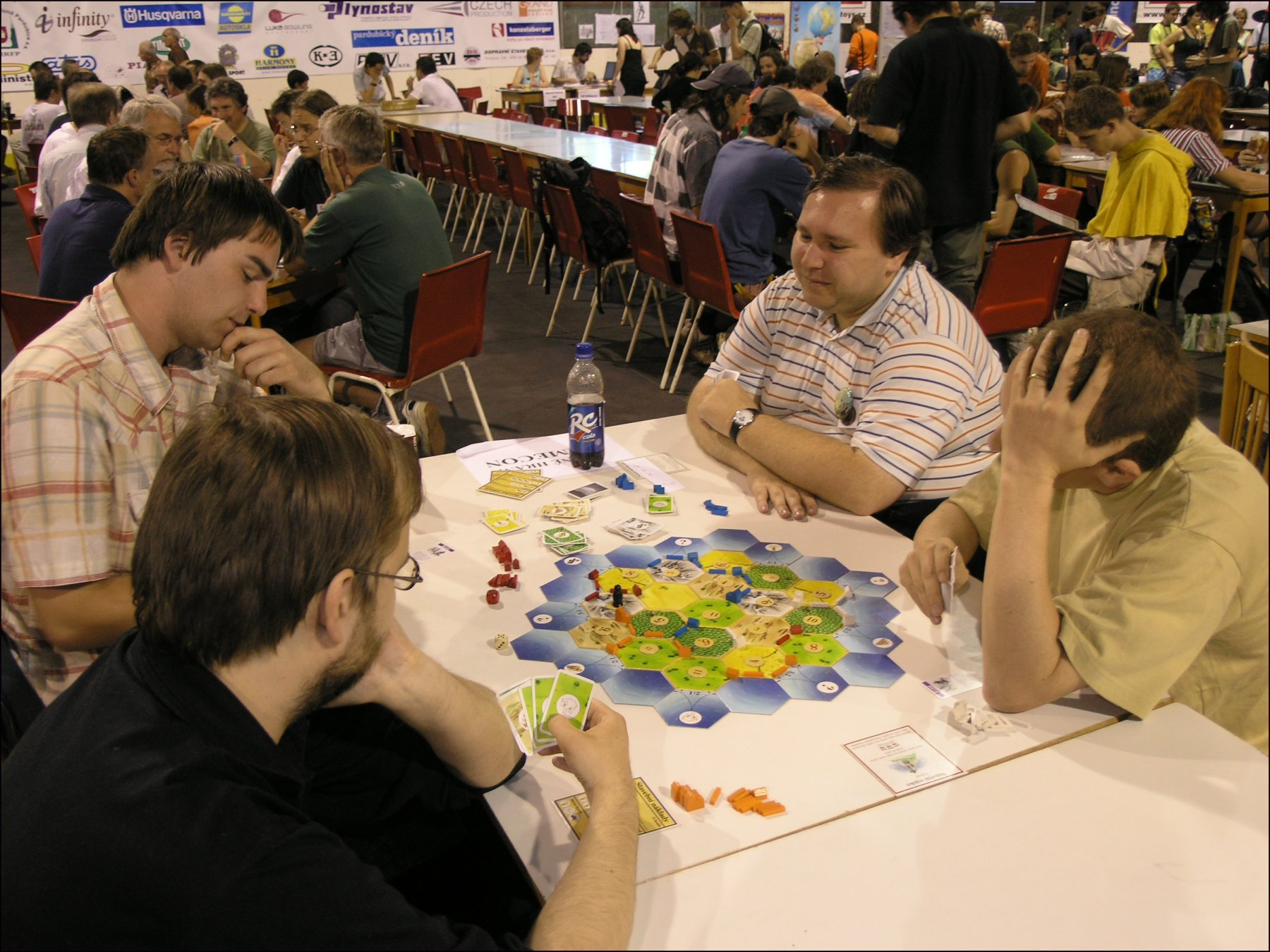
Los Colonos de Catán, primer juego de estilo alemán que rompió las barreras del mercado europeo.

La caja básica del juego contiene los siguientes elementos:
- 19 casillas hexagonales de materia prima o recurso:
  - 4 bosques, que producen madera.
  - 4 pastos (prados), que producen lana (ovejas).
  - 4 cultivos, que producen cereales (trigo).
  - 3 colinas, que producen barro (también llamado ladrillo, tocho o adobe).
  - 3 montañas, que producen mineral (también llamada piedra, mena, carbón o hierro).
  - 1 desierto, que no produce nada.

- 6 piezas que se unen en un marco , que forman el mar, en las cuales hay:
  - 4 puertos 3:1, que permiten cambiar tres recursos iguales por otro cualquiera.
  - 5 puertos 2:1, uno por cada materia, que permiten cambiar dos recursos iguales al señalado en el puerto por otro cualquiera.

- 18 fichas con letras en una cara y los números del 2 al 6 y del 8 al 12 en la otra (A-5, B-2, C-6, D-3, E-8, F-10, G-9, H-12, I-11, J-4, K-8, L-10, M-9, N-4, O-5, P-6, Q-3, R-11).
- 2 dados de 6 caras.
- 95 cartas de recurso (19 de cada tipo: madera, ovejas, trigo, ladrillo y piedra)
- 25 cartas de desarrollo (14 Caballeros, 2 Monopolio, 2 Construcción de calle, 2 Invención, 5 Punto de victoria).
- 24 piezas (15 carreteras, 5 poblados y 4 ciudades) para cada uno de los 4 jugadores.
- 1 ficha de ladrón
- 4 cartas de ayuda
- 1 carta de Carretera comercial más larga
- 1 carta de Gran ejército de caballería

## Desarrollo del Juego Básico

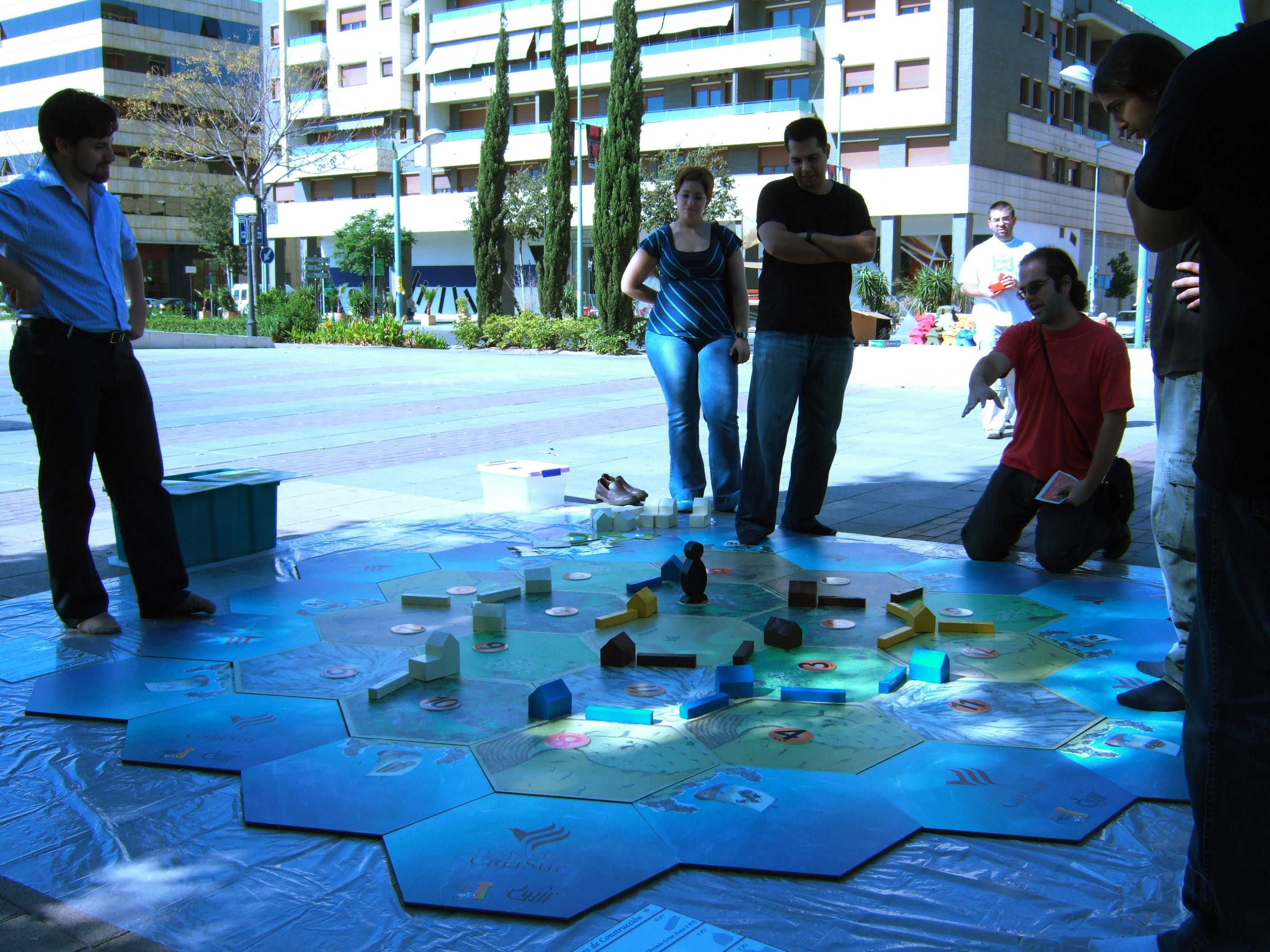
Los Colonos de Catán gigante, en el II Encuentro Nacional de Juegos de Mesa Córdoba - 2006.

### Montaje del tablero
Antes de comenzar a jugar hay que colocar el tablero, con las casillas hexagonales (exceptuando los mares y puertos) conformando un hexágono de 3 casillas de lado con una fila central de 5 hexágonos. Posteriormente, en la versión de Kosmos, se rodea el tablero con los hexágonos de mar y puerto, colocando alternativamente mar y puerto y alternando estos entre 3:1 y 2:1. En la versión de Devir, es más fácil montar primero el marco y luego situar los hexágonos en el interior. Se coloca encima de cada hexágono (salvo el Desierto) una de las 18 fichas con la letra hacia arriba, siguiendo el orden alfabético y comenzando desde una esquina exterior y siguiendo una espiral hacia el interior en sentido contrario a las agujas del reloj. El ladrón se sitúa sobre el desierto. Las cartas de materiales y las de desarrollo forman la banca, de la que se irán cogiendo cartas, o dejándolas, según avance el juego.

### Inicio
Para iniciar el juego cada jugador lanzará un dado. La mejor tirada será la que obtenga el primer turno de juego. Antes de empezar a lanzar los dados, cada jugador tiene derecho a poner en el tablero dos grupos de poblado y carretera. Para que el juego no sea desigual y haya la máxima igualdad posible a la hora de jugar se sigue un orden establecido para situar los poblados. Primero pondrá el jugador que ha sacado el número más alto y gana el primer turno, después el siguiente en sentido contrario a las agujas del reloj y así hasta el cuarto jugador. Una vez que éste ha colocado su poblado y su carretera, volverá a poner su segundo poblado y carretera y, siguiendo el orden inverso, pondrán el segundo poblado y la carretera el resto de jugadores. De esta forma el primer jugador es el primero y el último en poner. Cada jugador deberá recoger los recursos a los que tiene acceso su segundo poblado.

### Desarrollo
Los jugadores, en el sentido de las agujas del reloj, irán tirando los dados sucesivamente y todos cogerán cartas de material según corresponda. Posteriormente, el jugador que está en su turno, y solo él, podrá negociar con los demás el intercambio de cartas y poner en juego las cartas de desarrollo que desee. Salvo la carta de Caballero, para poner en juego las demás hay que esperar a haber tirado los dados. No pueden utilizarse las cartas de desarrollo ganadas en esa misma baza, salvo cuando sea una carta de 1 punto que sirva para ganar la partida.

### Finalización
El juego termina cuando un jugador consigue 10 puntos, no necesariamente en su turno, según la siguiente tabla:
| Logro                                  | Puntos de victoria |
| -------------------------------------- | ------------------ |
| Poblado                                | 1                  |
| Ciudad                                 | 2                  |
| Carta de Progreso de punto de victoria | 1                  |
| Gran ruta comercial                    | 2                  |
| Gran ejército de caballería            | 2                  |

## Reglas e instrucciones del Juego Básico

### Partes y Fases
El turno de cada jugador se divide en 5 partes:
- Primera Parte: Si se tiene y se quiere puede ser jugada una carta de caballero antes de tirar los dados. Si no se salta a la siguiente Segunda Parte del turno directamente.
- Segunda Parte: Se deben tirar los dos dados y sumar los dos números de cada una de las caras superiores.
- Tercera Parte:
  - Fase Productiva: solo si no toca un 7 en los dados.
  - Fase No Productiva: se saltaría a esta únicamente si tocase un 7 en los dados.
- Cuarta Parte (se puede jugar antes que la Quinta o intercalada con esta): Fase de Construcción.
- Quinta Parte (se puede jugar antes que la Cuarta o intercalada con esta): Fase de Comercio.

### Recolección de materias (Fase Productiva, si no toca 7)
En el turno de cada jugador, éste lanza los dos dados. Si el resultado coincide con la ficha numerada que tiene una casilla de materias primas (bosque, prado, cultivo, colina o montaña) y en alguno de las encrucijadas (los vértices de un hexágono) hay un pueblo o una ciudad. Entonces el jugador que lo controla aunque no sea el que lance los dados, gana una carta de esa materia prima (respectivamente madera, oveja, trigo, ladrillo o piedra) por cada pueblo y dos por cada ciudad.
No se recolectarían materias primas si en el dado tocase un 7, que indica movimiento del ladrón, descrito más adelante. Y evidentemente, aunque se haya construido en sus encrucijadas, ni el desierto ni el mar aportan materias primas, por carecer de números.

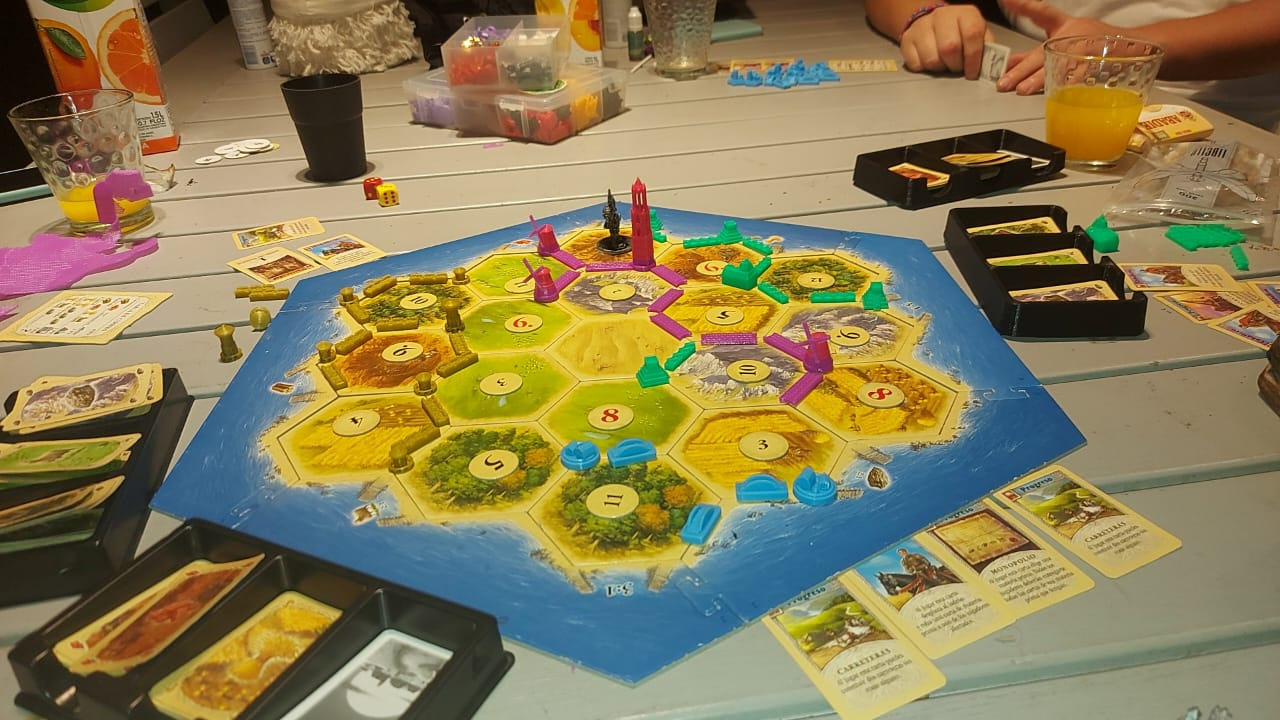
Un grupo de jugadores jugando una partida de Colonos del Catán

En la siguiente tabla podemos ver la probabilidad que tiene cada número de salir por combinación de los dos dados de seis caras:
| Número       | 2     | 3     | 4     | 5      | 6      | 7 (ladrón) | 8      | 9      | 10    | 11    | 12    |
| Probabilidad | 1/36  | 2/36  | 3/36  | 4/36   | 5/36   | 6/36       | 5/36   | 4/36   | 3/36  | 2/36  | 1/36  |
| Probabilidad | 2,8 % | 5,6 % | 8,3 % | 11,1 % | 13,9 % | 16,7 %     | 13,9 % | 11,1 % | 8,3 % | 5,6 % | 2,8 % |

### El ladrón y el 7 (Fase No Productiva, si toca 7)
Cuando un jugador saca un siete con los dados, ninguna casilla produce recursos en ese turno (el 7 no aparece entre los números que se colocan sobre las casillas, esto debido a que estadísticamente el 7 es el número con más probabilidades de salir teniendo en cuenta las combinaciones posibles entre dos dados). Como primer efecto del 7, todos los jugadores que tengan más de 7 cartas de materias primas deberán descartarse de la mitad, redondeando hacia abajo. Los jugadores que deban descartarse de materias primas pueden elegir aquellas de las que desean deshacerse.
Una vez finalizados los descartes, el jugador que sacó el 7 debe mover el ladrón, colocándolo en el centro de la casilla de su elección (que puede ser la misma en la que estaba). La casilla sobre la que se coloque el ladrón no producirá ninguna materia prima, aunque salga el número asociado a la casilla. Por tanto, es típico usar el ladrón para bloquear casillas con recursos importantes para los oponentes, o para desbloquear recursos propios. Además, si hay varios poblados o ciudades de diferentes jugadores que toquen la casilla elegida, el jugador que coloca el ladrón puede elegir "robar" a uno de estos. El jugador al que pertenezca el poblado robado deberá entregarle una carta de recurso, elegida al azar.
El efecto de sacar un 7 es similar al de exponer una carta de desarrollo de "caballero", en tanto en cuanto permite mover el ladrón y robar a un oponente. Sin embargo, exponer una carta de caballero no provoca el descarte de la mitad de las materias primas.

### Uso de las materias primas (Fase de Construcción)
Las cartas con materias primas se usan para construir carreteras, poblados o ciudades y para comprar cartas de progreso.
- Para la construcción de una carretera es necesario gastar una carta de ladrillo y otra de madera. El primero que consiga tener cinco carreteras seguidas, con pueblos o no, y sin pueblos de otro jugador entremedias, consigue la carta de Gran Carretera comercial, sumando así 2 puntos de victoria. Si durante el desarrollo de la partida otro jugador le supera con una carretera más larga, el que tiene la carta deberá entregársela.
- Para la construcción de un poblado se necesita ladrillo, madera, trigo y oveja. Cada poblado suma 1 punto de victoria.
- Para construir una ciudad, sustituyendo un poblado ya existente, se necesitan dos cartas de trigo y tres de piedra. Cada ciudad suma 2 puntos de victoria. No puede construirse una ciudad desde cero, previamente tiene que haber un poblado.
- Para adquirir una carta de progreso se necesitan tres cartas de materias primas: trigo, oveja y piedra.

### Normas de construcción
Los pueblos y ciudades se colocan en las encrucijadas (uno de los 6 vértices de los hexágonos), mientras que las carreteras se colocan en los lados (uno de los 6 lados del hexágono). No se puede colocar una carretera ni un pueblo o ciudad en el mar. Además, los pueblos y ciudades no se pueden colocar demasiado cerca entre sí: se tienen que poder construir dos carreteras entre una ciudad y la más cercana, no se pueden intersecar 2 carreteras de diferente color.

### Comercio (Fase de Comercio)
Existen tres tipos de comercio:
- Un jugador puede negociar con los otros para intercambiar las cartas que tiene y conseguir así otras materias primas.
- Con la banca se pueden cambiar 4 materias primas iguales, por una carta de otra materia prima.
- Comercio en puertos:
  - Si se tiene un pueblo o una ciudad en un puerto de 3:1 se pueden cambiar tres cartas de una materia prima por otra diferente.
  - Si se tiene un pueblo o una ciudad en un puerto de materia prima se pueden cambiar dos cartas de esa materia prima por otra distinta.
- Se pueden cambiar cartas de puntos por cartas de materia prima.
- No se pueden cambiar cartas de caballero.

### Tipos de cartas de progreso
Hay cinco tipos de cartas de progreso diferentes:
- Caballero. Es la carta de progreso más común. Hace la función del siete con el dado (no produce recurso y el que lo saca tiene derecho a mover el ladrón), solo que no ocurre nada si un jugador tiene más de 7 cartas (con el siete debe entregar la mitad). El primero que utilice 3 de sus caballeros (no basta solo con tenerlos) gana la carta de Gran Ejército de Caballería y suma así 2 puntos de victoria. Si algún jugador supera el número de caballeros utilizados, el que posee esta carta debe entregársela. Se debe acordar antes de empezar a jugar si el jugador que utiliza una carta de caballero roba carta de material o no a alguno de los jugadores que tengan un pueblo o ciudad adyacente al nuevo hexágono donde sitúa el ladrón.
- Invención o Progreso. Esta carta permite coger dos materias primas a su elección.
- Construcción de carreteras o Progreso. Permite construir dos carreteras automáticamente.
- Monopolio. Al jugar el Monopolio, todos los jugadores, si tienen, deben entregar al jugador todas sus cartas de un tipo de materia prima que éste pida. Esta carta solo se puede jugar después de lanzar los dados.
- Punto de victoria. Estas cartas aportan 1 punto de victoria. No hace falta mostrarlas hasta el final de la partida para su cómputo.

## Ampliaciones
Las ampliaciones sirven únicamente para incrementar el número de jugadores que pueden jugar en cada partida.
El orden de ampliaciones posteriormente citado, es el orden con el que salieron al mercado español.
Las ampliaciones mediante fichas de distintos colores a las del juego básico, se consigue incrementar el número de jugadores; más hexágonos, fichas y cartas a añadir a las ya existentes para poder realizar partidas con los jugadores especificados.

### Ampliación 5 y 6 jugadores para el juego Básico (1.ª Ampliación)
La Ampliación 5 y 6 jugadores complementa al juego básico y dispone de lo necesario para jugar hasta 5 o 6 jugadores. Esta ampliación solo está disponible para el juego básico, no pudiendo jugarla con las demás expansiones.
La caja de esta ampliación contiene los siguientes elementos:
- 15 casillas hexagonales:
  - 2 bosques, que producen madera
  - 2 prados, que producen ovejas
  - 2 cultivos, que producen trigo
  - 2 colinas, que producen ladrillo
  - 2 montañas, que producen piedra
  - 1 desierto, que no produce nada
  - 2 mares
  - 1 puerto 3:1, que permiten cambiar tres recursos iguales por un recurso cualquiera
  - 1 puertos 2:1 de ovejas que permite cambiar dos recursos de ovejas por un recurso cualquiera.
- 28 fichas con letras en una cara y números del 2 al 6, y del 8 al 12 en la otra. (A-2, B-5, C-4, D-6, E-3, F-9, G-8, H-11, I-11, J-10, K-6, L-3, M-8, N-4, O-8, P-10, Q-11, R-12, S-10, T-5, U-4, V-9, W-5, X-9, Y-12, Za-3, Zb-2, Zc-6)
- 25 cartas de madera, ovejas, trigo, ladrillo y piedra (5 de cada tipo de recurso)
- 9 cartas de desarrollo (6 Caballeros, 1 Monopolio, 1 Construcción de calle, 1 Invención)
- 15 carreteras, 5 poblados y 4 ciudades para 2 jugadores
- 2 cartas de ayuda

Para montar el tablero hay que generar una fila inicial de 6 casillas hexagonales en la parte del centro, completarla por arriba y por abajo con sendas filas de 5, 4 y 3 hexágonos y, por último, rodear el hexágono resultante con los hexágonos de mar y puertos.
Las reglas a seguir son las mismas que en el juego básico pero con una posible variación: para amenizar el juego se puede variar el sistema de construcción, no siendo necesario que los jugadores esperen a su turno para construir, pero respetando el orden de turno, teniendo prioridad el jugador que esté más cerca de su turno. Si se juega de este modo, los jugadores que no tienen el turno no pueden hacer cambios de cartas con la banca ni con los puertos ni tampoco pueden utilizar las cartas de desarrollo aunque sí comprarlas.

## Expansiones
Las expansiones descritas a continuación son las que se venden en España. En otros países, como en Alemania, las expansiones y juegos relacionados con el mundo de Catán son mucho más cuantiosas.
Estas expansiones, se pueden jugar de forma individual (pero siempre con el juego básico) o mezcladas entre sí a gusto del jugador.
El orden de expansión posteriormente citado, es el orden con el que salieron al mercado español.
El juego, mediante nuevos hexágonos y fichas, puede ampliarse con distintas expansiones, aumentando el territorio a conquistar y el número de jugadores que pueden participar. Estas expansiones son:

### Navegantes de Catán (1.ª Expansión)
La expansión de Navegantes de Catán se aplica sobre el juego básico. Fue publicada por primera vez en 1997 en Alemania.
Esta expansión aporta poco contenido original nuevo al juego básico. El contenido de esta expansión radica en poder crear mapas al antojo del jugador, para no limitarse al hexágono del juego original, y con un tamaño mayor.
- Manual

El manual de esta expansión trae algunos mapas curiosos, con alguna norma cambiada. Aunque escasos, da ideas para luego crear mapas nuevos por la originalidad del jugador, o dejando que la suerte genere los mapas.
- Puntos de Victoria

Se añaden más puntos sobre la victoria del juego original (depende del mapa y las expansiones aplicadas a esta).
El concepto añadido de puntos por colonizar islas nuevas. Esto otorga un punto si se coloniza un poblado sobre una isla diferente de la de inicio (siempre que el mapa tenga varias islas), o dos puntos si se coloniza una segunda. Esto crea que cuando la partida ya esté avanzada, todos los jugadores sientan la necesidad de llegar a nuevas islas para conseguir más puntuación.
- Tablero (Nuevos hexágonos de tablero)

Se añaden hexágonos de agua para poder crear mares, ríos. También se añaden más fichas de tierra para la creación de islas y continentes (se añade otro hexágono especial que se explica a continuación). Todo el tablero con su correspondiente marco de tamaño superior, variable a gusto del jugador; llegando a ser hasta dos veces más grande que el original.
- Río de Oro (Hexágono de tablero especial)

Se añade el río de oro. Este hexágono da dinamismo a la partida, pues todos los jugadores lo anhelan, debido a que cada vez que salga el número que tiene encima, el jugador que tenga construido sobre una de sus intersecciones, se llevará una materia prima a su elección (o dos si tiene una ciudad, o más si tiene más pueblos o ciudades sobre este).
- Barcos (Nueva construcción)

Cada jugador dispone, al igual que caminos, de 15 barcos.
Los mapas con agua obligan a no solo crear caminos para expandirse, sino barcos en su lugar. Estos, con una variante respecto a los caminos de no estar siempre fijos, pues los barcos se pueden desplazar al antojo del jugador una vez construido(siguiendo las nuevas normas para los barcos sobre ruta abierta o cerrada: dependiendo de si comunica entre dos pueblos o ciudades, o no). Esto último útil para mapas de exploración (mapas en las que los hexágonos de tablero se colocan bocabajo y se van descubriendo al avanzar barcos o caminos), pues se necesita mover mucho a los barcos, ya que no sabes que te puedes encontrar en siguiente hexágono.
- Pirata (Nuevo ladrón)

También entra en juego el pirata. Ficha similar al ladrón, aunque no lo sustituye; que solo se mueve cuando sale un siete, y que se coloca únicamente en casillas de agua. Sirve para evitar que se puedan construir y mover barcos a su alrededor. Además, como el ladrón, de robar una carta de la mano del jugador, pero que tenga una línea de barcos a su alrededor.
-Expansión recomendada para los amantes del juego original, que sin cambiar para nada las normas del juego básico, aporta gran variedad en cuanto a la forma de los mapas y el componente táctico que otorga. Hay una 3.ª y una 4.ª edición, esta última contiene:
Contenido expansión Navegantes de Catan (Mayfair 4th Edition):
- 60 Barcos (15 naranjas, 15 verdes, 15 azules y 15 blancos).
- 19 Hexágonos de mar
- 11 Hexágonos de terreno:
  - 2 Ríos de Oro
  - 2 Desiertos
  - 1 Campo de cultivo
  - 1 Bosque
  - 1 Pasto
  - 2 Montañas
  - 2 Cerros
- 6 Piezas de borde de mapa.
- 10 Fichas de puertos.
- 10 Fichas numeradas.
- 1 Barco pirata.
- 50 Fichas de Catán.
- 11 Escenarios nuevos, incluidos en el manual de instrucciones.

### Otra forma de jugar la expansión de navegantes
Reglas según dll74&pollastre
Se puede jugar de varias maneras, 3, 4 o hasta 5 jugadores todos contra todos(gana el primero que llega a 16 puntos), o por equipos.
- por equipos a su vez tiene 2 variantes:

- - 1 persona contra 1 persona con 2 colores  cada uno(tirando 2 veces seguidas cada jugador, esto es una vez con cada color), y gana el jugador que llegue a 16 puntos con cualquiera de sus 2 colores(los 16 puntos deben ser del mismo color claro está).
  - 2 personas contra 2 personas, con 1 color  cada uno, ganando la persona que llegue con su color  a 16 puntos, y ganando también su pareja claro.(aquí los jugadores se sitúan en la mesa alternados, de manera que los dos que van juntos no tiren de forma consecutiva)

El mapa es el básico+expansión de navegantes(51 hexágonos)
Para tres personas se puede acortar el mapa quitando una columna de hexágonos(para facilitar el “ahogo”)
Se monta un mapa visto de 2 islas o 3 (también se pueden hacer 4 o 5 islas claro está  pero si hay tantos puntos de desembarco posibles pierde un poco de estrategia).
Se colocan los puntos y los puertos de manera que todos los jugadores estén de acuerdo.se suelen hacer mapas equilibrados donde no haya sitios demasiado buenos, o si los hay, que haya para todos los jugadores.
En el modo todos contra todos se tiran los dados para ver quien pone primero, pone 1 casa el primero, 1 casa el siguiente a su izquierda, y así sucesivamente hasta llegar al último , el cual coloca 2 casas de golpe, entonces “rebota” y coloca una casa el de su derecha, hasta llegar al que empezó poniendo la primera casa para que coloque la segunda.
En el modo por equipos es parecido, y se puede resumir en que el color que coloca la primera casa coloca la última, y el color que le ha tocado ser el último coloca dos casas de golpe.(el color que pone primero debe ser de un equipo distinto del que coloca 2 casas de golpe).
- no hay cambios de cartas entre los jugadores
- se gana a 16 puntos, estos se pueden conseguir de varias formas(hay posibles: 13 construyendo,5 de la baraja, 2 del camino, 2 del ejército y 1 por cada punto de desembarco en una isla donde no estés presente)
- el pirata bloquea el cambio del puerto que pisa , ya sea 3:1 o 2:1 de recurso, no impide la colocación de barcos
- regla de los 5 puntos: no se puede tapar a nadie con un siete a menos que tenga 5 puntos o más.(levantando soldado sí se puede tapar)(los puntos del camino cuentan con 5 caminos y en adelante, si es el más largo y no está empatado(si está empatado los puntos no son de nadie)),los puntos de ejército cuentan con 3 soldados y en adelante, siempre que tengamos más soldados levantados que nadie, y en caso de empate los 2 puntos son para el que levantó primero el ejército de la discordia. Si alguien comparte sitio con un jugador tapable y colocan el ladrón con un siete , tampoco cobra si sale el número de la casilla, pero no le roban carta al colocar el ladrón, se la quitan al que es tapable.Esta regla hace peligroso colocarse en 5 puntos.
- lo que se hable lo tienen que oír todos, no vale soplar a quien te convenga que tienes un punto sin que todos lo sepan, ni hacer señas a tu compañero en un 2vs2 claro está.
- si sacamos un siete y tenemos más de siete cartas nos descartamos de la mitad, redondeando a favor del jugador
- regla de las 3 monedas: cuando el ladrón está tapando una casilla(un 8 por ejemplo) y sale un 8, el jugador no cobra pero coloca una moneda en la casilla, si esto pasa 3 veces se quita el ladrón automáticamente y se deja fuera del tablero(hasta que salga un 7 o alguien levante un soldado).
- un color gana siempre en su turno, es decir, si te das cuenta que has ganado pero no te has dado cuenta y ya ha tirado dados otro jugador, debes esperar que te toque otra vez, pudiendo perder la partida porque alguien gane antes.
- un jugador que haga un monopolio le quita las cartas al resto de colores, vayan juntos o no.
- 2 caminos del mismo color que se acaban juntando quedan soldados, es decir, no podemos jugar a “tengo el camino”/”no tengo el camino” pivotando un barco.

Esta forma de jugar es fruto de varios centenares de partidas a lo largo de muchos años y se ha ido moldeando, jugar a 15 puntos quita estrategia y convierte la partida en una carrera, jugar a 17 deja sin opción de ganar a algún color muchas veces y hace que se tienda mucho a coger cartas de desarrollo.
El “ahogo” consiste en dejar a alguien sin sitios suficientes para poder ganar, para colocar 5 casas  y 4 castillos necesitamos 9 sitios, aunque si tenemos puntos de desembarco, de cartas, etc puede que nos baste con menos sitios para llegar a 16.
Es interesante en las partidas por equipos ver cuando se debe sacrificar un color para ganar la partida con el otro color, es decir, coger cartas para conseguir el ejército por tal que un color contrario no lo tenga, o hacer camino para que un color contrario no lo pueda tener, apoyar con monopolios al final de la partida etc.

### Ciudades y Caballeros de Catán (2.ª Expansión)
La expansión de Ciudades y Caballeros de Catán se aplica sobre el juego básico, teniendo la posibilidad de jugarse conjuntamente con la 1.ª expansión (Navegantes de Catán). Fue publicada por primera vez en 1998 en Alemania.
Esta expansión dispone de más opciones de desarrollo. Existe también una ampliación adicional de Ciudades y Caballeros para 6 jugadores. Se juega a mayor número de puntos de victoria dadas sus mayores posibilidades de puntuar. Esta expansión introduce bastante reglas y conceptos nuevos y elimina algunos del juego básico:
- Caballeros

Cada jugador dispone de 6 piezas de caballeros (2 de nivel 1, 2 de nivel 2 y 2 de nivel 3) que sirven para bloquear el paso a caballeros de los oponentes o vencerlos en combate, para bloquear la posibilidad de un oponente a que siga construyendo un camino, para mover al ladrón o para vencer a los Bárbaros. Hay que gastar previamente una carta de trigo para activar al caballero. Los caballeros sin activar no pueden moverse, ni atacar, ni mover al ladrón, ni cuentan para el total del jugador cuando llegan los Bárbaros a Catán, pero siguen siendo útiles a efectos de bloqueo. El coste de construcción o de subir de nivel un caballero es de una oveja y una piedra.
- Dos Dados (Nuevos Dados)

Uno de los dados de seis caras del juego básico se sustituye por otro de color rojo y adicionalmente se tira un nuevo dado que tiene en sus caras 3 barcos y tres círculos coloreados (verde, azul y amarillo).
- Bárbaros

Existe una pieza de barco que se mueve a través de unas casillas hasta llegar a Catán. Cada vez que el dado especial muestre un barco, éste se moverá hacia adelante. Cuando llega a Catán, se cuentan los caballeros activados de todos los jugadores, y si este número iguala o supera el número de ciudades existentes en el tablero, los jugadores ganan. En este caso, el jugador con mayor valor de caballeros activados gana el combate y adquiere 1 punto de victoria. En caso de empate entre jugadores, éstos no ganan punto de victoria sino que cogen una carta de progreso del color que prefieran. Si el número de caballeros activados es menor que el número de ciudades en el tablero, los jugadores pierden y el jugador que aportó menor valor de caballeros activados reduce a poblado una de sus ciudades.
- Tres tipos de Artículos de Consumo (Nuevas cartas de materiales)

Aparte de las materias primas del juego básico, esta expansión introduce tres nuevas mercancías, tela, libro y moneda. Los jugadores con pieza de ciudad en hexágono de prado, bosque o montaña, cogen una tela, libro o moneda respectivamente junto con la materia prima básica (oveja, madera y piedra) en lugar de las dos materias primas habituales. Las ciudades en hexágono de cultivo o colina siguen recogiendo dos trigos o dos ladrillos. El uso de estas nuevas mercancías es poder desarrollar las ciudades de los jugadores a niveles más altos de bienestar. Hay cinco niveles para cada una de las mercancías. El coste para pasar de nivel es acumulativo y hay que ir nivel a nivel. Alcanzar el nivel 3 en cualquier desarrollo da diversas ventajas al jugador. Alcanzar el nivel 5 otorga a una de las ciudades del jugador a su elección la categoría de metrópolis.
- Metrópolis (Nueva construcción)

Nueva pieza que se coloca encima de una pieza de ciudad y que otorga 2 puntos de victoria. Las metrópolis cuentan para el número de ciudades cuando los Bárbaros llegan a Catán pero no se pueden reducir a poblado.
- Tres tipos de Cartas de Progreso (Nuevas cartas de Progreso)

Las cartas de desarrollo del juego básico se sustituyen por otras nuevas de 3 colores diferentes, que se corresponden con los tres círculos del dado especial y con las cartas de mercancías (amarillo la tela, verde el libro y azul la moneda). Si el dado especial en la tirada del jugador muestra un círculo coloreado y el dado rojo muestra un número que algún jugador tenga en su desarrollo de ciudad del color del dado especial, esto da derecho al jugador a coger carta de progreso. Se pueden tener hasta 4 en la mano para ser utilizadas en el momento adecuado.
- Mercader

Nueva pieza que se juega mediante cartas de progreso adecuadas, da ventajas en el intercambio y otorga 1 punto de victoria al jugador que la mantiene en su poder.
- Muros de ciudad (Nueva construcción)

Nueva pieza que se coloca bajo una ciudad o metrópolis y que aumenta en dos el límite de cartas de materia prima o mercancía que se pueden tener en la mano sin que afecte el movimiento del ladrón. Se construye con dos ladrillos. Cada jugador dispone de tres muros.
-Expansión recomendada para quien desee ideas y conceptos nuevos sobre el juego básico. No amplía, ni cambia el mapa de juego, pero varía y profundiza las normas del juego básico. Jugar a esta expansión junto a la de Navegantes, agrega grandes momentos intensos a la partida y gran variedad de elección de que hacer a cada jugador.
Contenido (Devir):
- 1 Ficha de Bárbaros
- 36 Cartas de Artículos de Consumo (12 Papel, 12 Tela, 12 Moneda)
- 54 Cartas de progreso (18 Cartas de Ciencia, 18 Cartas de Política, 18 Cartas de Comercio)
- 6 Cartas de punto de Victoria (Campeador de Catan)
- 4 Cuadros de Mejora de Ciudad
- 60 Fichas de Mejora (15 por jugador. Hay un total de 20 para cada rama: Ciencia, Política y Comercio)
- 12 Murallas de ciudades (3 x 4 Colores)
- 24 Caballeros (6 x 4 Colores. Caballeros para cada color: 2 Simples, 2 Fuertes y 2 Poderosos)
- 24 Cascos para armar Caballeros
- 3 Piezas de ampliación a Metrópolis
- 1 Figura de Barco Bárbaro
- 1 Figura de Mercader
- 1 Manual con las reglas del juego
- 4 Nuevas tablas de costes de construcción
- 1 Dado de eventos
- 1 Dado rojo

Contenido (4.ª edición, Mayfair):
- 1 Ficha de Bárbaros
- 36 Cartas de comodidades (12 Papel, 12 Lino, 12 Moneda)
- 54 Cartas de progreso (18 Cartas de Ciencia, 18 Cartas de Política, 18 Cartas de Comercio)
- 6 Cartas de punto de Victoria: Defensor de Catan
- 4 Tablas de Desarrollo
- 12 Murallas de ciudades (3 x 4 Colores)
- 24 Caballeros (6 x 4 Colores)
- 3 Piezas de Metrópolis
- 3 Tokens de Metrópolis
- 1 Barco bárbaro
- 1 Mercader (Cono de madera)
- 1 Manual con reglas de juego & Almanaque
- 1 Dado de evento
- Items para armar:
  - 2 Tablas de rótulos de caballeros

### Mercaderes y Bárbaros (3.ª Expansión)
La expansión de Mercaderes y Bárbaros se aplica sobre el juego básico, teniendo la posibilidad de jugarse conjuntamente con la 1.ª expansión (Navegantes de Catán) y la 2.ª expansión (Ciudades y Caballeros). Fue publicada por primera vez en 2007 en Alemania.
Esta expansión añade gran variedad de misiones y modos de juego, cambiando algunas reglas por completo para dotarlo de originalidad y dinamismo. Además incluye cinco ampliaciones: los pescadores de Catan, los ríos de Catan, la Gran Caravana, el Ataque de los Bárbaros y Mercaderes y Bárbaros (Ver más abajo, en la sección: "Pequeñas Expansiones para el juego Básico (Todas están incluidas en la Expansión Mercaderes y Bárbaros)").
Contenido:
- 24 figuras de caballero, 6 de cada color.
- 12 figuras de puente, 3 de cada color.
- 4 figuras de carromato, 1 de cada color
- 36 figuras de bárbaros
- 40 monedas: 25 de valor 1, 15 de valor 5.
- 22 figuras de camello
- 1 mazo de cartas para "El ataque de los bárbaros"
- 2 mazos de cartas para "Mercaderes y Bárbaros"
- 1 mazo de cartas para "Eventos en Catán"
- 4 cartas para "Los pescadores de Catán"
- 1 dado de colores
- 1 reglamento
- 20 fichas de comercio
- 6 calderos de pescado
- 29 fichas de pescado
- 2 ríos (Uno de tres hexágonos y otro de cuatro).
- 1 ficha de "Colono más rico"
- 4 fichas de "Colono más pobre"

Esta expansión, por así decirlo, es un conjunto de juegos reunidos sobre Catán con normas y fichas diferentes en cada una de las partidas.
- Jugadores

Los mismos de siempre de 3 a 4. Salvo porque incluye en el manual las normas con las que poder jugar con 2 jugadores. De esta manera juegan 2 jugadores contra otros 2 virtuales, con unas normas específicas para este modo de juego.
- Los dados se sustituyen por cartas.

Sustituye los dados por cartas numeradas, con la misma probabilidad en la baraja que los dados. Esto hace las partidas menos dependientes de la suerte debida a las tiradas de los dados; creando partidas más amenas e igualitarias, por ende más activas y costosas de ganar por la rivalidad.
Además, las cartas tienen eventos que pueden tanto beneficiar como perjudicar tanto a quien le toca coger, como a los demás jugadores. Esto crea partidas más emocionantes y variadas, pues nunca sabes lo que te va a tocar.
- Capitán del puerto.

Hace el efecto de otorgar 2 puntos de victoria (similar a "La gran ruta comercial" o "Gran ejército de caballería"), si se construyen poblados o ciudades en puertos. Esta carta funciona por puntos de puerto (1 punto de puerto por poblado construido en puerto, o 2 puntos de puerto por poblado portuario actualizado a ciudad), el primero que consiga 3 puntos de puerto se la queda, y al igual que las otras dos, si se alguien le supera se la quita.
- Ladrón piadoso

En esta expansión, muy adecuada cuando se juega con niños, el ladrón no servirá para robar cartas a aquellos jugadores que tengan dos puntos de victoria o menos.
-Expansión recomendada para quien desee ideas y conceptos nuevos sobre el juego básico, aparte, varíe el mapa de juego con fichas variadas.

### Piratas y exploradores (4.ª Expansión)
A mitad de 2013 ha salido a la venta una nueva expansión:
Llega una nueva versión del Catan; ¡¡Piratas y Exploradores!! Con algunas modificaciones que lo distinguen del colonos de Catán
En el nuevo Catán Piratas y Exploradores nos encontraremos algunas diferencias tales como; en lugar de una sola isla que colonizar, se juega con tres islas diferentes (pero solo una se conoce al principio).
Los jugadores empiezan en esa isla conocida, y luego construyen barcos para explorar las otras dos.
A diferencia de la expansión de Navegantes, los barcos, en este caso no son estáticos y no forman "rutas", los barcos son dinámicos, trasportan mercancías y/o colonos y se mueven por el mapa.

### Catán: Tesoros, dragones y aventureros (5.ª Expansión)
Derrota a los temibles dragones del desierto, construye el gran canal o descubre tesoros ocultos. Tesoros, dragones y aventureros incluye 6 escenarios distintos. Estos escenarios han sido pensados especialmente para los aficionados de Catan que ya tengan experiencia con las expansiones de Navegantes y Ciudades y caballeros y que deseen probar algunos escenarios más exigentes. Los escenarios de Los dragones del desierto, Gran Catán, El gran canal y La Tierra Maldita ofrecen una mayor profundidad de juego, mientras que aquellos jugadores que busquen algo más sencillo sin dejar de explorar otros entornos, podrán disfrutar con Las islas del tesoro o Rumbo a lo desconocido. Sea como sea, para cualquiera que desee desarrollar sus propios escenarios o modificar alguno existente, Tesoros, dragones y aventureros viene repleto de material.
Para usar estos escenarios necesitas el Catán básico y las expansiones Navegantes de Catan y Ciudades y caballeros de Catan.

## Otros juegos de mesa Catán publicados en España
Estos juegos de mesa fueron también creados por el diseñador del juego básico Klaus Teuber.
Estos juegos son completamente independientes del juego original (no se juegan con el juego básico, ni sus ampliaciones y ni sus expansiones), e independientes entre estos mismos.
Aquí únicamente se nombran los juegos distribuidos en España. En Alemania hay bastantes más y variados, oficiales y no oficiales, diseñados por Klaus Teuber o no.

### Juego de dados
Juego de dados, de precio aproximado de 9€. Fue publicada por primera vez en 2007 en Alemania.
Similar al juego básico. Se juega tirando los dados y anotando el resultado con un lápiz en unas hojas que trae para apuntar los resultados y los edificios construidos.
El jugador puede tirar los dados hasta tres veces. A continuación puede construir con las materias primas que haya obtenido en la tirada.
Pueden jugar de 1 a 4 personas. Cada una con su correspondiente hoja de juego. Esto quiere decir, que cada una juega con sus poblados en tableros separados del resto de jugadores. El comercio sí se realiza entre jugadores o con la banca.
Contiene:
- Hojas de juego. En la hoja de juego se representa la isla de Catán. En esta están impresas las carreteras, poblados, ciudades y caballeros. En estas se va marcando los sucesos del juego, como la construcción de poblados, ciudades o caminos. El marcador de puntuación se va rellenando a medida que se van consiguiendo los puntos.
- 6 dados. Los dados se tiran y el resultado que toca es lo obtenido (puede ser: lana, cereales, arcilla, minerales, madera u oro). Con este resultado se pueden construir los edificios y realizar las acciones. El oro sirve para intercambiarlo con los demás.

### Juego de cartas
Juego de cartas para poder jugar solo dos personas, de unos 20€ de precio. Fue publicada por primera vez en 1996 en Alemania.
Difiere en gran medida al juego original de Colonos de Catán (El juego de tablero básico), pareciéndose tan solo en tener que construir poblados, ciudades y los recursos. El resto es completamente diferente al juego de tablero.
Las cartas se despliegan en la mesa. Cada jugador comienza con un principado de: dos poblados, un camino comunicado entre ambos, y 6 regiones. Se comienza con 2 puntos, para ganar la partida se requieren 12. Existen dos fichas, de molino (lo obtiene el jugador que tenga más puntos de comercio y además una ciudad) y caballero (lo obtiene el jugador que sume más fuerza), que otorgan un punto de victoria más.
Las regiones son para conseguir y almacenar los recursos: montañas, sembrados, cerros, pastos, bosques y minas de oro. Cada región tiene un número de dado, cuando toca ese número la región se gira para indicar que se tiene un material más (las cartas de región tienen cuatro lados, cada lado tienen dibujados 0, 1, 2 y 3 recursos, para señalar las reservas) y se gastan para la construcción del mismo modo.
Hay dos dados que se han de tirar al principio del turno de cada jugador. Uno es el dado de números, que sirve para conseguir recursos y resolver acciones de las cartas amarillas de expansión. El otro es el dado de eventos, que tiene cinco símbolos distintos y cada uno indica algo que hacer justo después de cada tirada. Estos son: Molino (El jugador que posea la ficha de molino, se puede robar un recurso al contrario), Justa de Caballeros (El jugador que posea más puntos de justa de caballeros, gana un recurso a su elección), Ataque de Bandidos (Los jugadores que tengan más de siete recursos no protegidos, pierden todas lar reservas de lana y mineral), Año de Abundancia (todos los jugadores obtienen una materia prima a su elección) y Evento (Se roba una carta de evento y se resuelve para los dos jugadores).
Los recursos se pueden gastar para construir edificios o soldados. Estos se colocan sobre y bajo los poblados hasta uno, y sobre y bajo las ciudades hasta dos. Algunos tienen un área de efecto (por ejemplo aumentar la producción de un recurso adyacente) y otros son generales (dan puntos de comercio).
También se pueden jugar cartas de acción (cartas de expansión amarillas), algunas con la condición de que los dos jugadores sumen al menos 7 puntos de victoria. Estas provocan efectos positivos al jugador que la juega o negativos al contrario, o ambos. Aunque puede que el efecto se vuelva contra el jugador que la juega. Pues se suelen resolver con una tirada de dados, y si toca un número funciona contra el otro jugador, sino el efecto se vuelve contra el que la jugó.
Se puede comerciar con el otro jugador o con la banca.
Los turnos se suceden de un jugador a otro. Cada jugador a de pasar por las distintas etapas del juego: Tirada de dados, resolución del dado de acción y obtención de recursos, construcción de edificios, comerciar, jugar cartas de acción, y rellenar mano de cartas. El orden de las dos primeras y la última ha de ser así siempre (salvo por el uso de cartas de acción especiales) y las restantes, del mismo modo que el juego de tablero, el jugador decide su orden y las veces que quiera.
El juego contiene:
- 120 cartas:
  - 9 cartas de escudo rojo y blanco.
  - 9 cartas de escudo rojo y negro.
  - 11 cartas de región (donde se consiguen y almacenan los recursos).
  - 7 cartas de carretera.
  - 5 cartas de poblado.
  - 7 cartas de ciudad.
  - 10 cartas de evento.
  - 62 cartas de expansión.

- 2 Dados:
  - Dado numérico. Para los recursos.
  - Dado de eventos. Marca lo que sucede en el turno (torneo, ventaja en el comercio, los bandidos atacan, año de abundancia y carta de evento).

- 2 Fichas:
  - Molino. Sirve para indicar el jugador con mayor poder mercantil.
  - Caballero. Indica el ejército más fuerte.

Nota: este juego de cartas básico viene preparado para unirlo con expansiones. Por este motivo, se pueden encontrar en el mismo, referencias a Metrópolis por ejemplo, que sin venir tales en el juego de cartas básico si se nombran en sus cartas.
-Expansiones del Juego de Cartas (ver en: Otros juegos Catán no traducidos al español): Es probable que podamos disfrutar en España y traducidas las expansiones para el juego de cartas. En Alemania existen varias Expansiones que podrían ser traducidas y distribuidas por nuestro país.
-Próximamente: Está anunciado que para septiembre del 2010 salga a la venta en Alemania una versión revisada por Klaus Teuber del juego de cartas, con el nombre de "Los Príncipes de Catán". Se introducirán imágenes renovadas, y nuevas instrucciones para el jugador novato y el avanzado.

### Catán Junior
Catan Junior es la versión del juego Colonos de Catán para niños desde 4 años. Con fichas más grandes y las reglas modificadas.
Es un juego simplificado, con variantes y grandes figuras de madera de colores.
El juego consiste en que cada jugador mueva su ficha de carro por un círculo que rodea el tablero. El movimiento de la ficha viene dado por el número que toque en el dado.
Los recursos se toman solo si el carro cae al lado de una materia prima, representadas por fichas de madera. Los únicos recursos que hay son: trigo, madera y ladrillos.
Para construir se requiere coger una materia prima de cada tipo. Entonces se puede construir una de las casas del jugador en un espacio del pueblo, en el medio del tablero.
Cuando se han construido todas las casas de un jugador deberá construir el ayuntamiento. Reuniendo tres recursos diferentes lo podrá construir y ganar la partida.
Contenido:
- Edificios:
  - Casas.
  - Ayuntamiento.
- Ladrón.
- Recursos:
  - Madera.
  - Trigo.
  - Ladrillos.
- Carros.
- Tablero de juego.

## Otros juegos Catán no traducidos al español

### Expansiones
Las expansiones requieren el juego básico de los Colonos de Catán para jugar.

#### Atlantis - Escenarios y Variantes del Colonos de Catán
Esta expansión recopila y revisa pequeñas expansiones publicadas, además de añadir nuevas. Incluye la caja dorada del 10.º aniversario de los Colonos de Catán.
Contiene las siguientes expansiones: Cartas de evento, la selva, volcán de Catan, los especialistas, las murallas de la ciudad, castillos de Catan, el gran río, el capitán del puerto, la 7.ª Magia.

#### Los Colonos de Catán - Libro para Jugar
Es un paquete recopilatorio publicado en el 2000, diseñado para entre 2 y 6 jugadores, de mapas y variantes (diferentes a la expansión Mercaderes y Bárbaros).
Figura en este paquete más de 450 nuevas piezas de cartón, 12 bolsas de plástico y etiquetas para organizar las piezas y 24 peanas de plástico para posicionar verticalmente algunas de las piezas de cartón.
Incluye un manual contiene 192 páginas con 15 mapas nuevos para el juego básico y la expansión de los navegantes. También incluye 19 variantes para el juego básico.
Entre otras cosas encontrarás en el manual consejos y trucos para el juego, una descripción de la historia del juego, además de sugerencias y tácticas para el juego de Cartas de los Colonos de Catan.
El juego contiene los siguientes mapas:
- El atolón
- El triángulo de las Bermudas.
- Catán Express.
- El Dorado.
- Los exploradores.
- La flotas.
- Colonias.
- La gran raza.
- La búsqueda del tesoro.
- Los especialistas.
- La tormenta de las mareas.
- Transporte de colonos.
- El mundo de Catan.
- Oeste.
- Los pasajeros del desierto.

#### Pequeñas Expansiones para el juego Básico
La mayoría de estas pequeñas expansiones están incluida en la Expansión Mercaderes y Bárbaros.

##### Cartas de Evento
Incluidas en la Expansión Mercaderes y Bárbaros.
Sustituyen a los dados.
Son cartas numeradas, con la misma probabilidad en la baraja que los dados. Esto hace las partidas menos dependientes de la suerte debida a las tiradas de los dados.
Las cartas tienen eventos que pueden beneficiar o perjudicar tanto a quien le toca coger, como a los demás jugadores.

##### Los Pescadores de Catán
Incluida en la Expansión Mercaderes y Bárbaros.
Expansión que salió primero en una revista como extra en 2005.
Cada vez que se realiza una tirada con los dados, se pueden obtener peces de un lago o de los caladeros (esquinas con números que se sitúan en el mar).
Cada vez que toca un número puesto en el lago o el caladero, además de obtener las materias primas, se toman, para poblado y ciudad respectivamente, una o dos fichas de peces al azar.
Por cada ficha cogida puede tocar 1, 2 o 3 peces, o también una bota.
Con los peces obtenidos se pueden usar para canjearlos por varios beneficios diferentes:
- 2 peces: el jugador puede devolver al ladrón al desierto, sin robar recursos de otros jugadores.
- 3 peces: el jugador puede robar una materia prima de otro jugador.
- 4 peces: el jugador puede tomar una materia prima de la banca.
- 5 peces: el jugador puede construir una carretera sin coste.
- 7 peces: el jugador recibe una carta de desarrollo sin coste.

La bota no se puede canjear. Ofrece la negativa de necesitar 1 punto de victoria más para ganar la partida del jugador que posea la bota. Un jugador puede deshacerse de la bota dándoselo a otro con los mismos o más puntos que él.
Contiene:
- 6 Escenarios.
- Manual.
- Hexágonos con peces y piezas con peces, para sobre exponer a los de agua.
- Fichas de peces (1, 2 o 3 peces en cada una).
- Ficha de bota.

No se puede decir que modifique mucho al juego básico. Lo hace más rápido e intenso.

##### El Gran Río / Los Ríos de Oro

###### El Gran Río (Versión Antigua)
No está contenida en la expansión Mercaderes y Bárbaros.
También salió esta expansión por primera vez para una revista.
Consiste en 8 puntos de oro y 1 río de 3 hexágonos (piedra en el nacimiento del río, arcilla en el cauce, y bosque en la desembocadura).
Los jugadores que construyan a lo largo del río ganan un punto de oro. Cada 3 puntos de oro equivalen a un punto de victoria.

###### Los Ríos de Oro (Versión Moderna)
Incluida en la Expansión Mercaderes y Bárbaros.
Aunque similar a "El Gran Río", presenta nuevos aspectos que la hacen a esta nueva más interesante.
Se le añaden al tablero del juego básico 2 ríos de oro (de 3 y 4 hexágonos).
Todos los jugadores obtienen 1 carta especial de "Colono Pobre" (-2 puntos de Victoria) o "Colono Rico" (+1 punto de Victoria). Estas se consiguen dependiendo de la fortuna que amase cada jugador. El jugador que más monedas de oro obtenga, se beneficiará de la carta de "Colono Rico", el resto de jugadores se llevará la carta de "Colono Pobre".
Para conseguir monedas. Construir en los bordes de estos ríos carreteras o poblados otorga 1 moneda de oro. Construir un puente da 3 monedas de oro. también se puede conseguir monedas de oro con el comercio con otros jugadores o con la banca. Y se pueden canjear 2 monedas con la banca para obtener una materia prima a elección del jugador.
La llamativa de esta expansión, es la pelea continua por la monedas de oro y de bordear los ríos para conseguir oro. Y la duda de si gastar las monedas o no.

##### El Ataque de los Bárbaros
Incluida en la Expansión Mercaderes y Bárbaros.
Esta vez el tablero se divide en dos zonas. Una primera es el perímetro externo, que son las casillas de terrenos que tocan el marco de agua del tablero. Y otra zona interior, que son el resto de terrenos hexagonales.
En la zona externa se coloca un castillo con 3 colores, repetidos 2 veces en los 6 lados del hexágono; y también se coloca el desierto. Los números de recoger recursos se disponen en la zona externa siempre diferentes (uno de cada del 2 al 12, sin repetirse en el perímetro externo). y el resto en el interior. Un 11 y un bosque no se usan.
El juego comienza con la construcción de un poblado y una ciudad por parte de cada jugador. Se juega a 12 puntos.
El juego transcurre normalmente. Pero cuando se construye una ciudad o un poblado llegan los bárbaros. Los bárbaros llegan realizando 3 tiradas sucesivas con los dados, y cuando tocan siempre números diferentes (si tocara 7 o repetido se volvería a tirar). Por cada una de estas 3 tiradas se pueden llegar a colocar hasta 3 bárbaros en juego. Cada bárbaro se colocará en el terreno del perímetro externo del número que ha salido de los dados. Si un terreno obtiene 3 bárbaros, se considera conquistado, y por tanto ni produce, ni permite usar puertos, ni cuentan los puntos de victoria de los poblados incomunicados por la conquista (de estar el poblado junto a otro terreno aún no conquistado no pasaría nada con su punto de victoria). Cuando hay 3 bárbaros en un terreno conquistado, ya no se ponen más bárbaros.
Para echar a los bárbaros de un terreno, los jugadores necesitan caballeros. 6 nuevas fichas de cada color, con forma de caballero, entran en juego únicamente con la compra y el uso instantáneo de nuevas cartas de progreso (las cartas de progreso del juego básico no se usan). Las nuevas cartas de progreso pueden, o bien, hacer poner 1 caballero en juego, o quitar algún bárbaro de terreno para llevarlo como prisionero o desplazarlo a otro terreno, también pueden otorgar monedas.
Este modo de juego es de cooperación. Para expulsar bárbaros de un terreno es imprescindible que se encuentren más caballeros que bárbaros en los caminos que bordean al terreno invadido. Los que hayan aportado caballeros se llevarán bárbaros como prisioneros. 2 prisioneros equivalen a 1 punto de victoria. El reparto se hace casi siempre a suerte, o a veces beneficiando más al que haya aportado más caballeros. Si alguien que haya participado en una batalla no se lleva prisioneros, recibe como compensación 3 monedas de oro. Después de una lucha contra los bárbaros se pueden producir bajas. Con un dado de 6 caras y 3 colores diferentes, se deciden las bajas de la batalla, cuando el color que ha tocado coincide con uno del castillo y por causalidad estén los caballeros en los lados del color tocados. Por cada caballero perdido produce para su dueño 3 monedas de oro.
Las monedas de oro se pueden cambiar 2 por una materia prima un máximo de 2 veces por turno.

##### La Gran Caravana
Incluida en la Expansión Mercaderes y Bárbaros.
Publicado como regalo por la editorial Kosmos en 2006
Los nómadas necesitan lana y cereales, a cambio ellos pueden ofrecer materias primas. Los nómadas envían a sus caravanas con el fin de comerciar con materias primas.
Durante el curso del juego hay tres rutas de caravanas formadas por fichas de camello. Todos los pueblos y ciudades en una de las rutas cuentan con un punto más de victoria. Además, cualquier camino que esté junto a la caravana cuenta como vía para el comercio.

#### Expansiones para el juego de Cartas
Existen varias expansiones para el juego de cartas:
- Trade & Change (Comercio y Cambio).
- Science & Progress (Ciencia y Progreso).
- Knight & Merchants (Caballeros y Comerciantes).
- Wizard & Dragons (Magos y Dragones).
- Politcs & Intrigue (Política e Intriga).
- Barbarians & Traders (Bárbaros y Mercaderes).
- Künstler & Wohltäter (Artista y benefactor).
- Goud & Piraten (Oro y Piratas).

-Hay paquetes recopilatorios, que contienen varias expansiones juntas:
- Paquete de 6 Expansiones, incluye: "Caballeros y Comerciantes", "Magos y Dragones", "Ciencia y Progreso", "Bárbaros y Mercaderes", "Política e Intriga" y "Comercio y Cambio".
- Set temáticos (Paquetes de 3 Expansiones):
  - "Magier & Forscher" (Magos y Científicos), incluye: "Magos y Dragones", "Ciencia y Progreso" y "Comercio y Cambio".
  - "Kämpfer & kaufleute" (Guerreros y Mercaderes), incluye: "Bárbaros y Mercaderes", "Políticas e Intriga" y "Caballeros y Comerciantes".

### Ampliaciones

#### Ampliación 5 y 6 jugadores para la Expansión Navegantes
Las fichas son de las antiguas: de madera.
Contenido:
- 30 Barcos (15 verdes y 15 marrones).
- 8 Hexágonos de mar.
- 1 Río de oro.
- 6 Puntos de victoria.
- 10 nuevos mapas para poder jugar con 6 jugadores.

#### Ampliación 5 y 6 jugadores para la Expansión Ciudades y Caballeros
Las fichas son de las antiguas: de madera.
Contenido:
- 6 Muros (3 verdes y 3 marrones).
- 12 Caballeros (6 verdes y 6 marrones).
- 1 Hoja de pegatinas de caballeros (24 pegatinas, 4 de cada nivel activado, 4 de cada nivel desactivado).
- 2 Cartas de ayuda.
- Reglas para la ampliación 5 y 6 jugadores para la Expansión Ciudades y Caballeros
- 18 Artículos de consumo (6 de papel, 6 de tela y 6 de monedas).
- 2 Puntos de victoria por defensa.
- 3 Bordes nuevos de mapa de la

3 piezas adicionales para el borde del mapa (de la 3.ª edición)

#### Ampliación 5 y 6 jugadores para la Expansión Mercaderes y Bárbaros
Las fichas son de las antiguas: de madera.
Contenido:
- 2 zonas de pesca (números 5 y 9).
- 1 lago (números 4 y 10).
- 14 Fichas de pescado (4 de 1, 5 de 2, 5 de 3 peces).
- 2 Tarjetas de referencia.
- 1 Nuevo Río(pastizales, pastos de montaña).
- 6 Puentes de plástico (3 marrones y 3 verdes).
- 2 cartas "colonos más pobres".
- 10 monedas de oro de plástico (5 de 1, 5 de 5).
- 1 Oasis (Situado en la parte posterior del lago).
- 11 Camellos.
- 1 Fortaleza.
- 12 Bárbaros.
- 12 Caballeros (6 marrones y 6 verdes).
- 2 Piezas de marco (tamaño "1").
- 1 Castillo (Parte posterior de la fortaleza).
- 2 Canteras.
- 2 Fichas de cabañas de vidrio.
- 2 Carros (1 marrón y 1 verde).
- 18 Contadores de buen comercio (6 para cada destino).
- 10 Tarjetas de seguidores (5 marrones y 5 verdes).
- 12 Tarjetas de desarrollo.
- 1 Manual de reglas (6 páginas para explicar las reglas adicionales).

### Ediciones Varias que no varían casi nada respecto al juego básico

#### Colonos de Catán - Edición de viaje
Es el mismo juego básico, pero reducido de tamaño.

#### Catan 3D. Edición de Coleccionista
El mismo juego básico, pero con los pastos, bosques, etcétera, en tres dimensiones.

#### Los colonos de Catán 3D. Edición Coleccionista II
Aparte de contener el juego básico con las figuras, pastos, etc, hechas en resina y pintadas a mano en 3 dimensiones, más las fichas con los números de plástico. Esta edición también incluye la expansión de Ciudades y Caballeros con las figuras pintadas.

#### Catán Simple
El juego básico más reducido. Además de emplear el mar para situar las fichas de construcción del jugador.

#### Papel y Lápiz
Versión simplificada. Fue una promoción para celebrar el 10 º aniversario de la versión original de Colonos de Catan, en una cadena de pizzerías, la Hallo Pizza. Se entregaba con cada pedido.
El juego es el mismo, pero el tablero está en un papel para ir marcando donde se va construyendo con un lápiz. Los recursos son pequeñas fichas de papel.

#### Los colonos de Núremberg
Publicado en conmemoración del aniversario de la fundación de la ciudad de Núremberg.
Ofrece a los jugadores algunos nuevos giros. A diferencia del juego básico, el tablero es fijo. En cambio, el tablero tiene un mapa dividido por la mitad. La primera mitad tiene los hexágonos del juego básico donde los pueblos y ciudades se van construyendo igual. La otra mitad del tablero muestra un primer plano de la ciudad de Núremberg, donde se deben construir los talleres(esto sustituye a la producción de materias primas del original).
Los jugadores deben obtener también monedas para los productos manufacturados que a su vez gastan en los muros y torres que rodean a la ciudad. La cual gana prestigio, que son los puntos victoria.
En vez de dados hay cartas para revelar el número de la producción y los eventos al comienzo de cada turno del jugador.

#### Catan Junior
A diferencia del Kids of Catan (Niños de Catan), que en español mal nombrado Catan Junior. Este presenta un pequeño mapa fijo como el juego básico. Tiene una temática de isla piratas, cuyos recursos son entre otros; cocos o sables.

#### Edición Rockman
La temática es de este carismático personaje denominado Rockman. Aparte de eso y los colores chillones que tiene el tablero (que como en el juego básico permite intercambiar los hexágonos), no presenta ninguna novedad.

#### El agua de la vida
Este se trata de un juego usado como promoción de la compañía "Glen Grant Distillery Company".
El juego en sí es principalmente idéntico al juego básico, pero el tema se centra en la producción de whisky escocés.
Los jugadores han de obtener los recursos de leña, piedra, cebada, turba, y agua de manantial. Con estas materias primas construyen carreteras y destilerías. Y el ladrón se convierte en la "fuerza de opresión".
Además, el juego incluye una pequeña botella de whisky Glen subvención.

### Subproductos (Spinoffs) de Catán

#### Geografías de Catán
Saga de juegos Catán de diversos países, que ofrecen su geografía, monumentos, historia y tradición.

##### Alemania
El juego consiste en explorar y construir en Alemania, con el mismo sistema del juego básico.
Es un juego comercial, de construcción y colonización.
La partida comienza con ayuntamientos en 3 ciudades. Luego se construirán carreteras a las ciudades vecinas, para adquirir nuevos monumentos y ayuntamientos. Los pueblos con ayuntamientos generan recursos, mientras los monumentos ofrecen premios especiales. Se ganan puntos si se tiene las carreteras más largas, el mayor ejército y las cartas de puntos.
El juego contiene: un tablero con el mapa de Alemania a todo color, con 28 intersecciones que representan ciudades y 12 monumentos históricos; 90 cartas de recursos, el 26 de cartas de desarrollo, y 4 cartas de costos de edificación; 141 fichas de plástico (12 monumentos, 80 carreteras, 48 ayuntamientos, y 1 Mano de Hierro/Götz von Berlichingen); 2 dados, las reglas y un almanaque ilustrado de geografía.

#### Historias de Catan
Son una saga de juegos, que tomando las ideas del juego básico (algunos incluso lo requieren), se han creado una serie de juegos de diferente temática y semejante jugabilidad, relacionados cada uno con el tema histórico que tocan.

##### Luchas por Roma
En este juego los jugadores dirigen las hordas bárbaras, que tienen que ir creciendo hasta convertirse en un imperio.
El mapa es fijo. Las losas hexagonales ya están situadas formando la Europa Occidental.
En el mapa se van desplegando las fichas de soldados, caballos y carros.

##### Alejandro Magno
El mapa es fijo. Las losas hexagonales ya están situadas formando la Europa Oriental.

##### Troya
El mapa es fijo. Las losas hexagonales ya están situadas.

##### Los Colonos de América: Senderos de Raíles
Este juego, que será lanzado en junio del 2010, combina dos juegos de los tipos de juegos más exitosos de la compañía mayfair games: Los Colonos de Catán, y algunos de los juegos de trenes.
El juego se remonta al siglo XIX, en el terreno oeste de Estados Unidos. Trenes cargados de vagones colonizan nuevas tierras y construyen ciudades. Mientras crezca la población, los recursos disminuirán, y los jugadores deberán buscar nuevos recursos en territorios sin explotar. Habrá que vincular las ciudades con vías de ferrocarril para poder obtener las mercancías.
Para el tablero que representa los Estados Unidos, se emplean los típicos hexágonos de la familia Catán. Los jugadores acumularán los recursos, a fin de adquirir, migrar y construir asentamientos; además de forjar los ferrocarriles. Los ferrocarriles se emplearán para distribuir las mercancías a las ciudades conectadas. El modo de emplear los recursos es similar a las sagas anteriores; pero se añade el oro, para dar más profundidad al juego y así, aumentar las opciones.

#### Aventuras de Catán

##### Candamir: El Primer Asentamiento
Trata sobre la construcción de ciudades y la exploración.
Los jugadores son recién llegados a Catán. Necesitan materias primas y explorar para construir su asentamiento. A lo largo del juego los jugadores van descubriendo útiles como productos naturales, o animales salvajes. A medida que avanza el juego, los jugadores van acumulando puntos de experiencia para mejorar habilidades del personaje de cada jugador.
Los productos naturales conseguidos sirven para ser utilizados en el pueblo para hacer, por ejemplo, cerveza. Las materias primas se siguen utilizando para la construcción y así obtener puntos de victoria.
Sigue existiendo la negociación entre jugadores. Unido a la exploración de la isla y al desarrollo de las habilidades de los personajes.

##### Elasund: La Primera Ciudad
Segundo juego de Aventuras de Catán.
Este juego se basa en una novela escrita por Rebecca Gable, a la vez basada en el juego de los Colonos de Catán.
En este juego los jugadores deben competir a la vez que cooperar para construir la ciudad. Todos los jugadores juegan sobre la misma ciudad, cada uno construyendo sus edificios y los muros en los espacios que quedan disponibles.

#### Los Arriesgados Estelares de Catán (The Starfarers of Catan)
Año 277 d. C. Los jugadores compiten para conseguir el cargo de Embajador en el Consejo Galáctico. Para tener la oportunidad de ocupar este cargo, los jugadores deben de salir de la Tierra para explorar y colonizar otros planetas, al mismo tiempo que establecer comercio con culturas exóticas, además de encontrar y derrotar a los piratas.
Los planetas conocidos se encuentran en un extremo del tablero, donde cada uno de los jugadores solo conocen estos.
Cada jugador comienza con 3 planetas que producen la materias primas necesarias para viajar hacia el espacio profundo; 2 colonias espaciales y 1 puerto espacial. El puerto espacial produce naves para el transporte de las nuevas colonias y los puestos comerciales.
Las colonias espaciales determinan la producción de recursos cuando el número de los dados coincida con el número de los planetas adyacentes (igual que se consiguen las materias primas en el juego básico). Los recursos son necesarios para el comercio con las naves coloniales, para la flota y la mejora de los anillos de carga, lo cohetes propulsores o los cañones.
Al ir explorando, el jugador se puede encontrar con planetas cubiertos de hielo o con piratas ocultos.
The Starfarers of Catan dispone de 2 ampliaciones:
- 5-6 Player Expansion (Para 5 y 6 jugadores).
- Starfarers of Catan Figures (Nuevas figuras).

#### Nave Catán (Starship Catan)
La temática es similar a The Starfarers of Catan.
Catán es la nave en la que juegan dos jugadores. Cada jugador va tomando cartas de la baraja al azar en busca de posibles colonias, ofertas de comercio, oportunidades para ayudar a los planetas y, evitar o luchar con los piratas. Los jugadores pueden mejorar los sistemas de la nave, las armas para luchar con los piratas, los propulsores para poder seguir examinando, o los escáneres para ver y evitar las cartas que le tocan, y varios más.
Los puntos de victoria se obtienen mediante el establecimiento de colonias, las actualizaciones de la nave, teniendo mayoría de puntos de amistad y la mayoría de los de héroe. Gana el jugador que primero obtiene 10 puntos de victoria.
Starship Catan dispone de 3 Expansiones:
- 1st Mission: The Space Amoeba (1.ª Misión: La ameba espacial).
- 2nd Mission: The Asteroid (2.ª Misión: El Asteroide).
- 3rd Mission: The Diplomatic Station (3.ª Misión: La estación Diplomática).

#### Los Colonos de la Edad de Piedra (The Settlers of the Stone Age)
Basado en el juego básico, pero con nuevos retos relacionados con la Edad de Piedra.
En el juego se lucha para difundir a la humanidad del jugador por todo el mundo. El jugador debe desarrollar ciertas aptitudes, como el avances en la preparación de alimentos que permitirá difundir más rápidamente a la humanidad. O las nuevas técnicas de caza, que pueden protegerlos de peligros. Aparte se tienen que conseguir algunos útiles (conseguidas con las materias primas: pieles, carne, colmillos y sílex; también hay cartas de desarrollo), porque la humanidad necesita ropa de abrigo para cruzar el desierto de hielo del norte o los barcos para establecerse en Australia.

### Varios que hacen referencia a los Colonos de Catán

#### Juego de Cartas de Póquer
Es simplemente un juego de cartas de Póquer (baraja de picas, corazones, tréboles y rombos), pero con el logo de Colonos de Catán en él en lugar de los típicos dibujos del juego.

#### El Futuro de los Juegos de Mesa
Investigadores de la Universidad de Queen Human Media Lab, están desarrollando una nueva manera de ver el juego de los Colonos de Catán, tomando como base este juego; y con esta tecnología cualquier otro juego de mesa será también posible de reproducir. Esta tecnología se basa en hexágonos blancos, que desde un proyector conectado a un ordenador, muestra la imagen contenida perfectamente en el hexágono físico. Los hexágonos son táctiles, para permitir dar las órdenes con el dedo, e interactuables entre sí (por ejemplo, si juntas dos hexágonos las unidades pueden pasar de uno al otro; o si vuelcas un hexágono en otro, el barco cae desde el primero al segundo). Dicen que los juegos de mesa se podrían empezar a fabricar en un futuro con las nuevas tecnologías de e-ink, e-papel, y la tecnología OLED.
[actualizar]
Microsoft está jugando con los Colonos de Catán, y desde que lo lanzó para su tienda virtual, ha estado desarrollando para su famosa mesa táctil Surface el mítico juego. En una misma mesa pueden jugar todos los jugadores, y en la pantalla táctil ver el mapa, colocar los edificios con los dedos, etc. Se estima que esté disponible para agosto de 2010 una primera versión del juego, para aquellos afortunados que dispongan de una de estas mesas. Este desarrollo ya está tocando su fin, con nuevas e increíbles mejoras de lo que era en un principio (como dados físicos, que en contacto de la mesa son reconocidos; o cubiertas físicas para las materias primas, para que solo los puedan ver su dueño), pronto se podrá obtener uno de los primeros juegos para Surface;

## Premios
En 2025 Los colonos de Catán accedió al salón de la fama de BoardGameGeek como uno de sus veinticinco primeros juegos seleccionados 
Además, el juego ha ganado los siguientes premios:
- 2006
  - Games Magazine Hall of Fame[9]

- 2001
  - Spiel der Spiele[10]

- 1996
  - Origins Award por Best Fantasy or Science Fiction Board Game[11]

- 1995
  - Spiel des Jahres Juego del año[10]
  - Deutscher Spiele Preis Primer puesto[10]
  - Essen Feather[10]
  - Meeples' Choice Award[12]